# Имадуддин аль-Исфахани
Имадуддин Мухаммад ибн Мухаммад аль-Исфахани (1125, Исфахан — 1201, Дамаск) — арабский писатель, историк, филолог. Главный труд — антология арабской литературы XI—XII веков «Жемчужина дворца» («Харидат аль-каср»). Носил прозвище аль-Катиб (буквально — Секретарь).

## Биография
Родился в 1125 году в Исфахане. Обучался в Багдаде богословию, истории, литературе. Занимал пост смотрителя Басры. При султане Салах ад-Дине был помощником визиря в Египте. Работал в канцелярии правителя в Дамаске. Сопровождал Саладина в его походах. После смерти Салах ад-Дина в 1193 году начал писать биографию султана, вернулся в Дамаск и основал собственную школу. Умер в 1201 году в Дамаске.
Он оставил ценную антологию арабской поэзии, сопровождавшую его исторические работы. Среди многочисленных сочинений аль-Исфахани:
- «Собрание стихов» («Диван шиар»),
- «Собрание посланий» («Диван расаиль») — историко-биографические сочинения о династии Айюбидов[3].